# سیارک ۱۳۱۷۷
سیارک ۱۳۱۷۷ (به انگلیسی: 13177 Hansschmidt، نامگذاری:1996HS11) سیزده هزار و صد و هفتاد و هفتمین سیارک کشف شده‌است که در ۱۷ آوریل ۱۹۹۶ کشف شد.
قدر مطلق سیارک برابر ۳۰.۹ است.